# إرنست ويل
إرنست ويل (بالفرنسية: Ernest Will)‏ هو عالم آثار فرنسي، ولد في 25 أبريل 1913 في يوهرويلير في فرنسا، وتوفي في 24 سبتمبر 1997 في باريس في فرنسا.